# Xã Franklin, Quận Mercer, Ohio
Xã Franklin (tiếng Anh: Franklin Township) là một xã thuộc quận Mercer, tiểu bang Ohio, Hoa Kỳ. Năm 2010, dân số của xã này là 2.285 người.